# Taurins
Els taurins (en llatí Taurini, en grec antic Ταυρινοί) eren un poble celta que ocupava la part occidental dels Alps, fins a la riba esquerra del riu Po en el seu curs superior.
Algunes fonts els qualifiquen de lígurs, com ara Plini el Vell i Estrabó, i si fos així serien la tribu d'aquesta ètnia que vivia més al nord. Altres diuen que per la seva situació havien de pertànyer a la Gàl·lia Cisalpina. Limitaven amb els vagienni al sud, amb els ínsubres al nord-est, amb els laevi i lebeci al nord-oest i amb els gals al nord.
Els taurins estaven en guerra amb els ínsubres, aliats d'Hanníbal, que quan va creuar els Alps, els va atacar, va ocupar la seva principal ciutat, i en va matar els habitants. Ni Polibi ni Titus Livi mencionen el nom de la ciutat, però Apià diu que es deia Taurasia, actual Torí, que després va ser una colònia romana. No se sap quan els romans els van sotmetre, perquè no es tornen a mencionar en cap de les guerres entre els romans i els gals cisalpins. Tampoc hi ha cap relat sobre l'establiment de la colònia romana encara que Augusta Taurinorum, el nom que portava, indica que es va fundar en temps d'August, probablement coincidint amb la submissió de les tribus alpines l'any 8 aC. La ciutat, Augusta Taurinorum, va ser important durant molts anys, i a l'Itinerari d'Antoní i a la Taula de Peutinger s'anomena només Taurini.